# Sainte-Anne-du-Bocage
Vous lisez un « bon article » labellisé en 2009.
Pour les articles homonymes, voir Sainte-Anne.
Sainte-Anne-du-Bocage ou simplement Le Bocage est un sanctuaire catholique situé à Caraquet, au Nouveau-Brunswick (Canada).
Construit sur un terrain légué par Alexis Landry en 1791, le sanctuaire comprend une chapelle, un chemin de croix, un puits, une fontaine, un cimetière et des monuments, le tout dans un bocage. La chapelle, qui est l'un des plus vieux lieux de cultes acadiens, est également une énigme. La raison exacte de sa construction est en effet inconnue mais liée à la querelle historique entre les habitants de l'est et de l'ouest de la ville. Devenu lieu de pèlerinage durant la seconde moitié du XIXe siècle, le sanctuaire est toujours très fréquenté, autant par les habitants de la ville que par les touristes.

## Situation géographique

Sainte-Anne-du-Bocage est situé dans l'ouest de Caraquet.

Sainte-Anne-du-Bocage est situé dans la partie ouest de la ville de Caraquet. Il est accessible par le boulevard Saint-Pierre-Ouest (route 11). Le lieu est situé sur un plateau culminant à près de sept mètres au-dessus de la baie de Caraquet. Sainte-Anne-du-Bocage est aussi le nom donné au quartier dans lequel se trouve le parc.
Le boisé de Sainte-Anne-du-Bocage est surtout composé de prusses et de hêtres.
Sainte-Anne-du-Bocage fait partie de l'unité pastorale Saint-Jean-Eudes, qui regroupe la paroisse de Saint-Simon, la paroisse Saint-Pierre-aux-Liens de Caraquet, la paroisse Saint-Paul de Bas-Caraquet et la paroisse Saint-Joachim de Bertrand. L'unité pastorale fait partie du diocèse de Bathurst.

## Histoire

### Origines

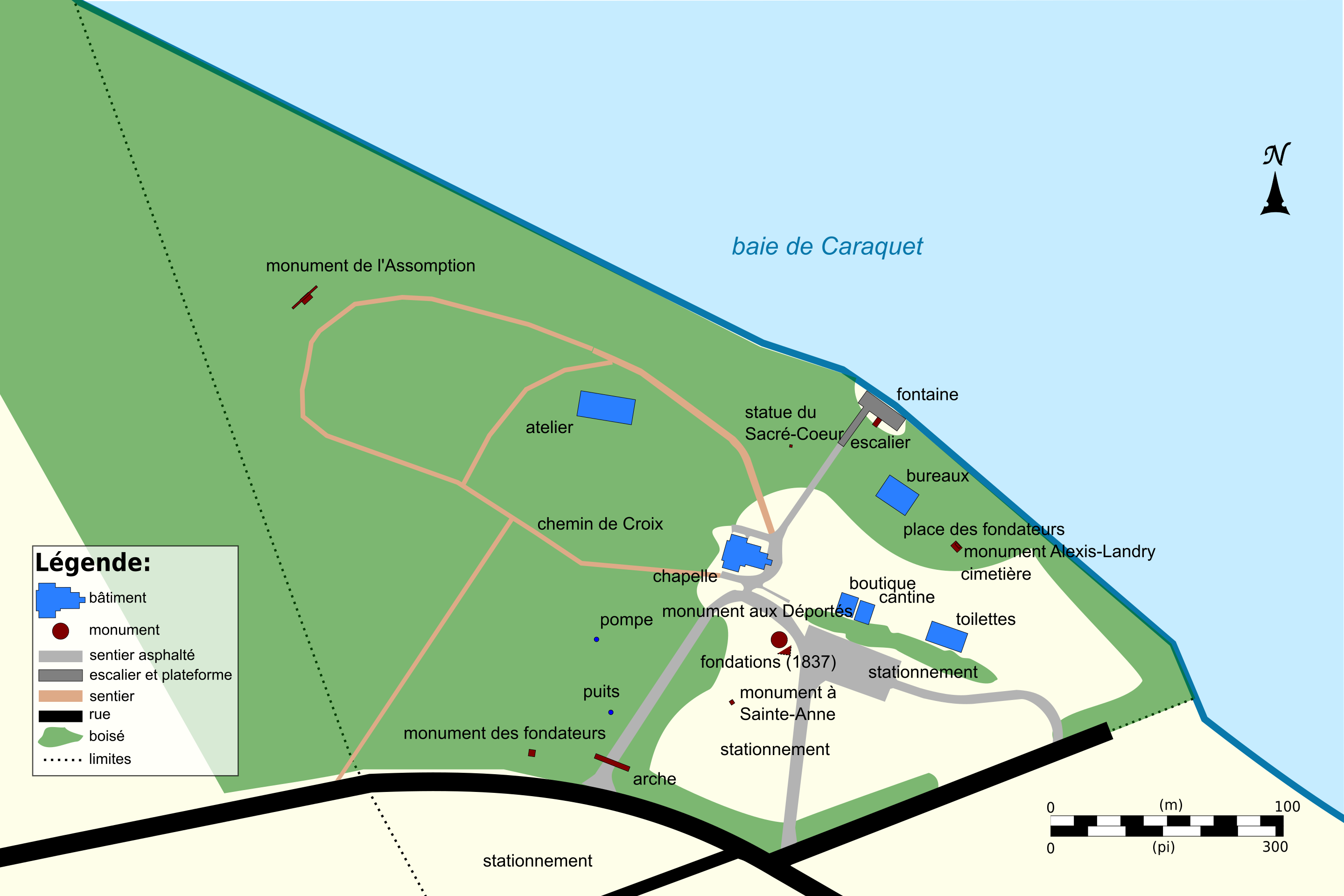
Plan du sanctuaire

Alexis Landry (1721-1798), un marchand né à Grand-Pré et survivant de la Déportation des Acadiens, s'établit à Caraquet probablement vers 1757 avec trois autres familles. Échappant à nouveau à la déportation lors du raid de Roderick MacKenzie en 1761, Landry quitta ses terres avec sa famille pendant quelques années pour assurer sa sécurité. Au printemps 1768, les Landry revinrent sur les lieux et le 13 mars 1769, le magistrat George Walker leur permit officiellement de s'établir sur le site qu'ils occupaient en 1761, à condition qu'il ne soit pas déjà occupé. Alexis Landry en reçut le titre de propriété officiel en 1784.
Une église aurait déjà existé sur le site de Sainte-Anne-du-Bocage dès 1784 ou peut-être aussi tôt que 1772 ou 1771,. Cette église, dédiée à Sainte Anne, aurait été construite en bois rond sur un terrain donné par Landry, avec la permission du Jésuite Jean-Baptiste de la Brosse. En fait, Landry aurait fait installer une statue de Sainte-Anne dès son arrivée en 1757. Avant l'envoi des missionnaires, et durant leur absence, Alexis Landry célébrait des messes blanches, c'est-à-dire sans prêtre.
En 1766, à peine dix ans après la Déportation des Acadiens, l'évêque de Québec promit l'envoi d'un missionnaire pour desservir tous les Acadiens des Maritimes. En raison de sa position géographique et de l'importance de sa population, Caraquet reçut fréquemment la visite de missionnaires. Le premier fut Charles-François Bailly de Messein (1768-1773), suivi de Mathurin Bourg (1773-1785) puis d'Antoine Girouard (1785-1787), qui devint le premier missionnaire résident à Caraquet en 1787. En 1786, l'abbé Girouard tenta sans succès de déplacer l'église vers le centre de la ville puis la fit apparemment rénover. Mathurin Bourg fut à nouveau résident à Caraquet de 1787 à 1794. En 1791, Alexis Landry entreprit des démarches pour y faire construire une église. Mathurin Bourg souhaitait qu'elle soit construite près du cimetière bien qu'il fût déjà projeté depuis plusieurs années de construire une église dans un site plus central. Le 10 juillet 1793, Landry céda une partie de son domaine pour la construction, à condition que lui et ses héritiers aient l'usage gratuit d'un banc fermé de 4 places et que le coût de ses funérailles soit assuré par la fabrique. Olivier Blanchard obtint le contrat de la construction. L'église fut bénie en juillet 1794 par l'abbé Bourg. Elle était en bois rond, pièces sur pièces, le type de construction le plus fréquent chez les Acadiens entre 1755 et le début du XIXe siècle. Après la construction de l'église, les missionnaires suivants y célébrèrent des messes : Jean-Baptiste Castanet (1794-1795), Mathurin Bourg (1795-1796), Jean-Baptiste Castanet (1796-1797), Louis-Joseph Desjardins (1797-1798), René-Pierre Joyer (1798-1806), Urbain Orfroy (1806-1813) et Phil-Antoine Parent (1813-1817). Thomas Cooke devint missionnaire résident à Sainte-Anne-du-Bocage en 1817.
Un incendie détruit plusieurs bâtiments le 28 août 1795 mais l'église est épargnée lorsque le vent change brusquement de direction ; selon Alexis Landry, c'est le respect d'une promesse qui a sauvé l'église.

### L'église de Caraquet
L'église de Sainte-Anne-du-Bocage était située trop loin pour les habitants de l'est de la ville et elle est donc abandonnée vers 1818. Après de nombreuses démarches, une nouvelle église fut construite en 1818 dans le quartier de la Pointe-Rocheuse, près de l'actuelle église Saint-Pierre-aux-Liens, un endroit plus central. Une nouvelle chapelle, celle visible de nos jours, est tout de même construite au Bocage. Selon Rosemonde Landry, sa construction aurait eu lieu entre 1829 et 1844 alors que selon une lettre découverte par Fidèle Thériault, elle est construite en 1836 ou plus tard; selon d'autres sources, un intervalle entre 1832 et 1836 est cité. En plus de son architecture inhabituelle, il semble que la chapelle ne fut pas utilisée de façon régulière pour la messe. Trois hypothèses populaires expliquent donc la raison de sa construction : la première voulant que ce soit un monument aux survivants de la Déportation, la seconde voulant que ce soit un moyen pour les paroissiens d'améliorer leurs chances d'avoir une église installée dans leur quartier et finalement, selon la troisième hypothèse, ce serait une chapelle construite par des marins rescapés d'un naufrage en remerciement pour leur survie. La construction d'une église en pierre mesurant 48 pieds par 120 pieds commença en 1837. Les travaux furent interrompus en 1853, faute d'argent et à la suite d'une décision de l'évêque. L'église Saint-Pierre-aux-Liens fut finalement construite dans le centre de Caraquet entre 1857 et 1860.

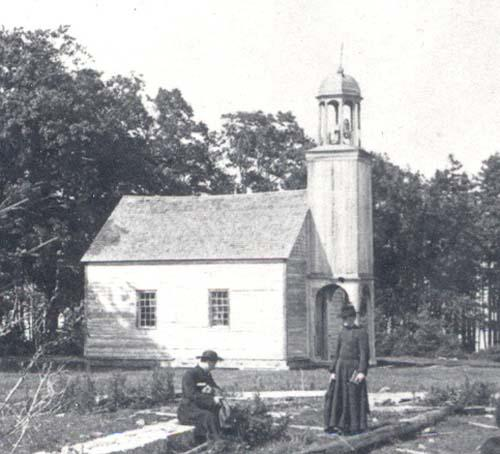
La chapelle vers 1905.
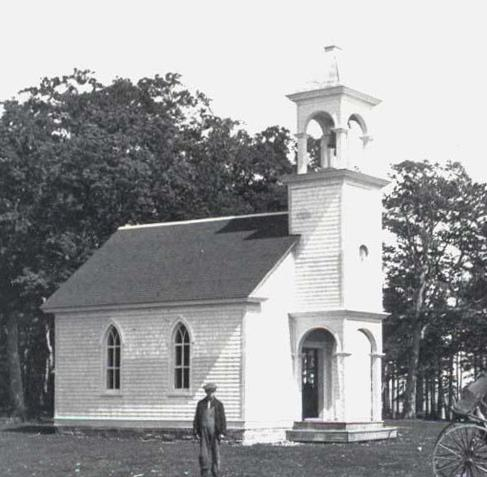
La chapelle en 1930.
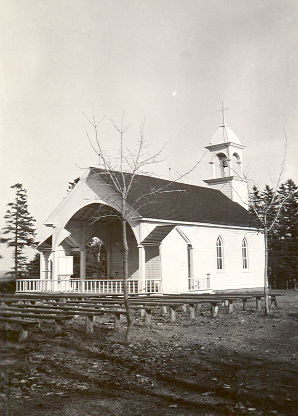
Arrière de la chapelle vers 1942.

### De chapelle à sanctuaire
Plusieurs sources mentionnent l'année 1914 comme celle du premier pèlerinage de la Sainte-Anne, à l'occasion d'un naufrage. Louis-Joseph Desjardins, missionnaire entre 1797 et 1798, avait déjà proposé d'instaurer un pèlerinage. En fait, selon les recherches de Rosemonde Cormier, le premier pèlerinage a lieu le 26 juillet 1857, à la suite d'un naufrage du 22 juillet précédent ayant fait 56 morts. Le premier pèlerinage d'envergure a lieu en 1880. La première mention dans la presse date d'ailleurs de cette année-là mais le premier véritable compte-rendu n'est publié qu'en 1886.
Le chemin de fer Caraquet & Gulf Shore est construit à proximité en 1887 et avant même la fin des travaux en novembre, le train fait un arrêt à la gare de Sainte-Anne-du-Bocage, permettant aux pèlerins venant d'aussi loin que Bathurst de venir au sanctuaire. Les billets étaient à moitié prix lors de la Saint-Anne, la compagnie encourageant ce genre de célébrations. La chapelle est rénovée en 1904 et les fenêtres de style gothique sont installées quelques années plus tard. Une extension à l'arrière de la chapelle, permettant de célébrer des messes à l'extérieur, est inaugurée en 1909. Le 4 juin 1914, les quatre marins de la goélette Mary Jane font un pèlerinage à Sainte-Anne-du-Bocage dès leur arrivée au port pour remercier la sainte de les avoir sauvés durant une tempête. Un escalier menant vers la source dite miraculeuse, ainsi qu'une grotte abritant une statue, sont construits et bénits la même année.
Le pèlerinage, qui relève alors de la paroisse, est pris en charge par les Rédemptoristes de Sainte-Anne-de-Beaupré, au Québec, en 1920. Un musée est inauguré dans le sanctuaire en 1940; il comprend des lettres, des cartes géographiques, des objets de culte ayant été utilisés auparavant dans la chapelle et d'autres objets, notamment certains ayant appartenu à Alexis Landry. En 1947, Martin Lavigne, de Bathurst, affirme avoir été guérit miraculeusement d'un handicap après le pèlerinage, attirant une foule record de probablement 20 000 personnes l'année suivante. Le rituel de la bénédiction des malades est quant à lui instauré en 1949.
En 1951, les Capucins de Bathurst et de Listuguj (Québec) prennent la relève des Rédemptoristes dans l'organisation du pèlerinage. La construction d'un chemin de croix dans le boisé du bocage commence en la même année. De plus, la neuvaine de la Sainte-Anne est dès lors diffusée à partir de Listuguj, destinée aux personnes ne pouvant pas se déplacer pour le pèlerinage; par ce jumelage, le culte à Sainte-Anne en Acadie n'est plus marginalisé par son association avec les Micmacs.
Durant les années 1950, le culte de Notre-Dame de l'Assomption, la sainte patronne de l'Acadie, devient très important; une statue à son effigie est inaugurée en 1952. Selon Denise Lamontagne, cela a pour effet de faire du culte de Sainte-Anne au Bocage un complément à celui de Marie. La construction du chemin de croix se termine en 1954, l'année mariale, par l'installation des quinze mystères du rosaire. Le portail est construit en 1955 pour célébrer le 200e anniversaire de la Déportation des Acadiens. Un monument en pierre et en bronze à l'effigie d'Alexis Landry est inauguré en 1956, à l'occasion du 75e anniversaire de la Ire Convention nationale acadienne, à Memramcook en 1881. Les événements et personnalités historiques, notamment Alexis Landry et Marcel-François Richard, sont mis en valeur lors des neuvaines, faisant du Bocage un lieu de commémoration du nationalisme acadien.
Le monument à Alexis Landry est remplacé par un monument en pierre dévoilé en 1961 par l'écrivain français Henri Queffélec. Une réplique de la chapelle telle qu'elle existait avant les rénovations du XXe siècle est construite au Village historique acadien durant les années 1970; ce village est un site touristique situé près de Caraquet, recréant la vie des années 1770 à 1939 au moyen d'une quarantaine d'édifices et d'interprètes costumés. En 1975, une toilette publique est construite sur le terrain tandis que l'intérieur de la chapelle est restauré. En 1984, quatre pèlerins marchant vers le Bocage trouvent la mort à Paquetville. Des pierres sont installées sur les berges du parc en 1996 pour le protéger de l'érosion grandissante. La chapelle fut rénovée et agrandie en 1999. Elle devient un site historique municipal le 1er novembre 2006. Le 26 juillet 2004, à l'occasion du 400e anniversaire de l'Acadie, le cardinal Marc Ouellet célèbre une messe à laquelle assistent plus de 10 000 personnes. Un monument commémorant le Grand Dérangement est inauguré le 28 juillet 2007. La source est reconstruite en 2011 après une tempête.

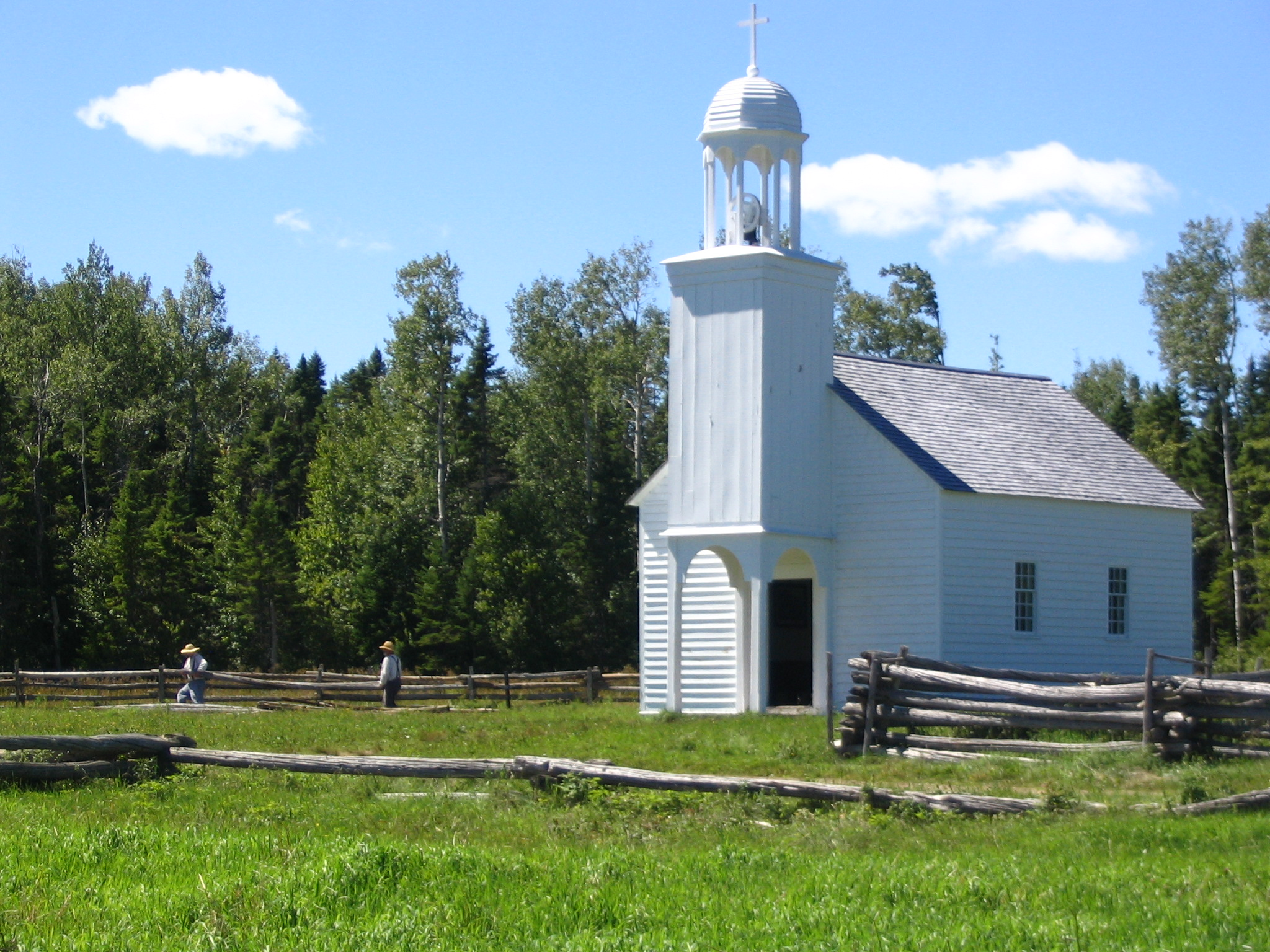
L'extérieur de la réplique de la chapelle au Village historique acadien.
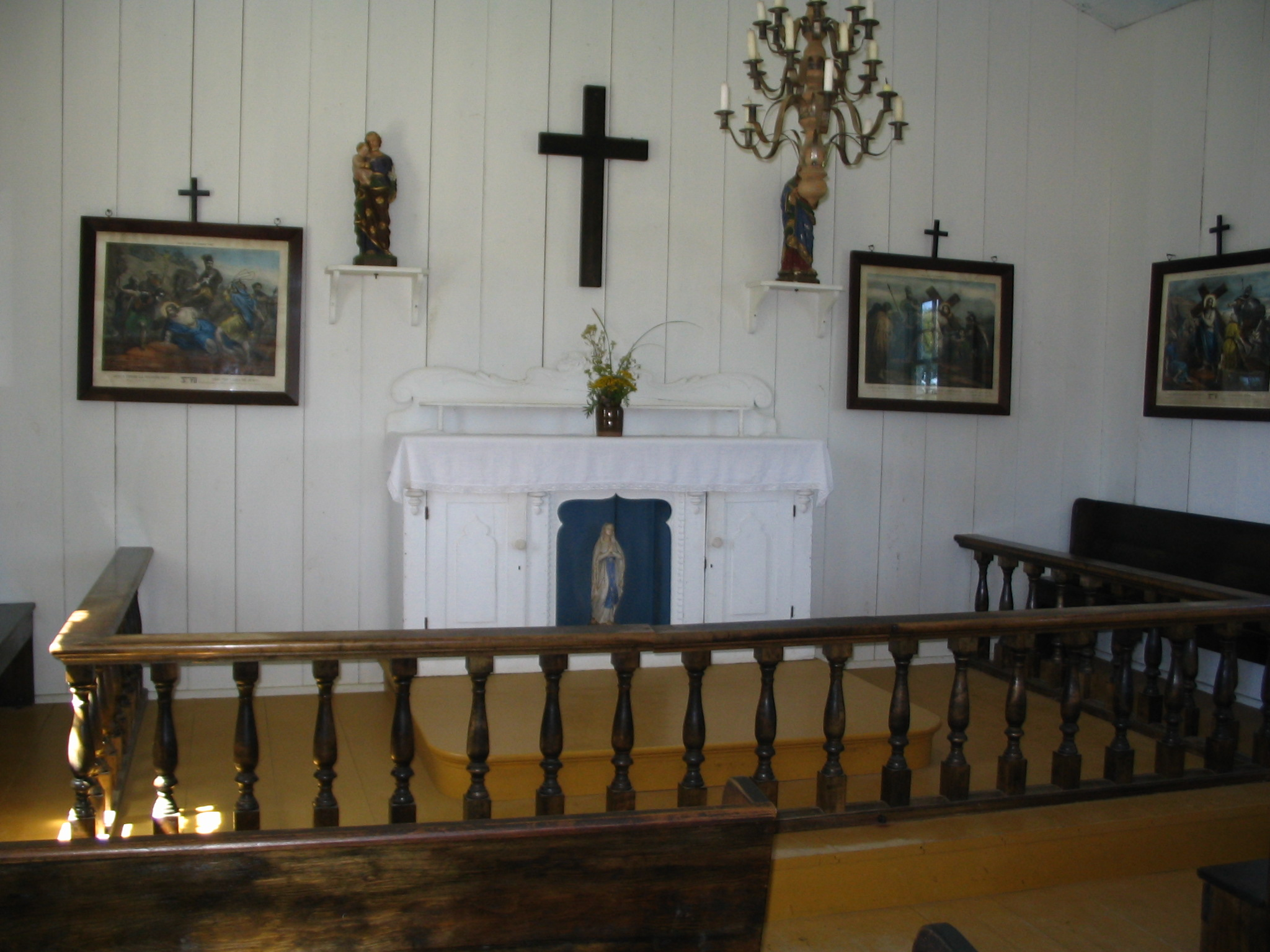
L'autel de la réplique de la chapelle.

## Bâtiments et installations
Après le portail donnant sur le boulevard Saint-Pierre, une allée bordée d'arbres conduit vers la chapelle, au nord. Du côté ouest de l'allée se trouvent un puits et une pompe à eau manuelle. Le cimetière se trouve à l'est, en face de la chapelle. Entre les deux, un chemin mène à l'escalier de la source miraculeuse. Dans le bocage à l'arrière de la chapelle se trouve un chemin de croix qui mènent au monument dédié à Notre-Dame de l'Assomption.

### Chapelle
La chapelle est un édifice de style néogothique acadien, en vogue en Acadie du milieu du XIXe siècle au début du XXe siècle. La chapelle ne se différencie pas des maisons de l'époque sauf pour son clocher et l'absence de solives au plafond.
Son architecture n'est pas non plus typique des églises de l'époque, notamment par le manque de sacristie, de tabernacle, de confessionnal ou même de chauffage. En revanche, l'attention apportée à la balustrade et à la peinture du plafond démontre le soin apporté à la construction de cet édifice. La chapelle a une charpente de bois, un lambris blanc et des planches cornières beiges. Le toit est à deux pentes. La façade symétrique possède un clocher de trois étages. Le premier est un porche permettant d'accéder à la chapelle, comprenant quatre arches. Le second est simplement percé d'un œil-de-bœuf. Le troisième est constitué de quatre arches supportant un dôme à pans carrés, finalement surmonté d'une croix.
L'édifice est divisé en deux pièces principales. La partie la plus ancienne, à l'entrée, possède un plan rectangulaire d'un étage, construit sur une fondation en pierres. L'intérieur a subi peu de modifications depuis la construction en 1840. Le plafond est voûté et les murs sont constitués un lambris vertical, le tout fabriqué en pin peinturé en blanc. Le plancher est aussi en pin, assemblé avec des chevilles de bois mais non peint. Il y a six bancs. L'autel, installé sur le mur du fond (ouest), est sculpté en bois et peint en blanc et or. Il est constitué de trois niveaux. Sur le premier figure une croix pattée et le deuxième niveau a un motif d'arcades. Sur le troisième niveau se trouve une statue représentant Sainte Anne apprenant la lecture à la Vierge Marie. Une statue est également située dans chaque coin, Jésus à droite et la Vierge Marie à gauche. Deux tableaux sont situés de chaque côté de l'autel. Celui à gauche représente Sainte Anne et fut offert par Louis-Joseph Desjardins en 1845. Celui de droite représente Saint Antoine et fut installé en 1925. Un bénitier situé à l'entrée est sculpté dans un seul bloc de bois. D'autres objets sont aussi exposés dans la chapelle, tel que des photos historiques, un chemin de croix et des chapelets. Une bannière est aujourd'hui conservée au Musée acadien de Caraquet.
Sur le mur nord de la chapelle se trouve une plaque portant le texte suivant :
AUX FONDATEURS
DE LA PAROISSE DE CARAQUET
ALEXIS LANDRY EPOUX DE MARIE TERRIOT
CHARLES POIRIER EPOUX DE MADELEINE LANDRY
OLIVIER LEGERE EPOUX DE MARIE JOSEPH HEBERT
OLIVIER BLANCHARD EPOUX DE CATHERINE MIREAU
La seconde partie de la chapelle, séparée de la première par une abside commune, est en fait l'autel d'une chapelle ouverte sur le boisé et des rangées de bancs sont donc installées à l'extérieur. Elle est construite sur une fondation en ciment. Cette deuxième chapelle possède un autel en pierres non taillées liées par du mortier, surmonté d'une planche de bois et décoré à l'avant d'un bas-relief de la Cène en laiton. Le lambris, vertical ou diagonal, est simplement verni. Sur l'abside figure le drapeau de l'Acadie, les mots Ave Maris Stella, qui est le nom de l'hymne acadien, ainsi que des silhouettes de goélands en bois. Il y a également une statue, représentant aussi Sainte Anne apprenant la lecture à la Vierge Marie.

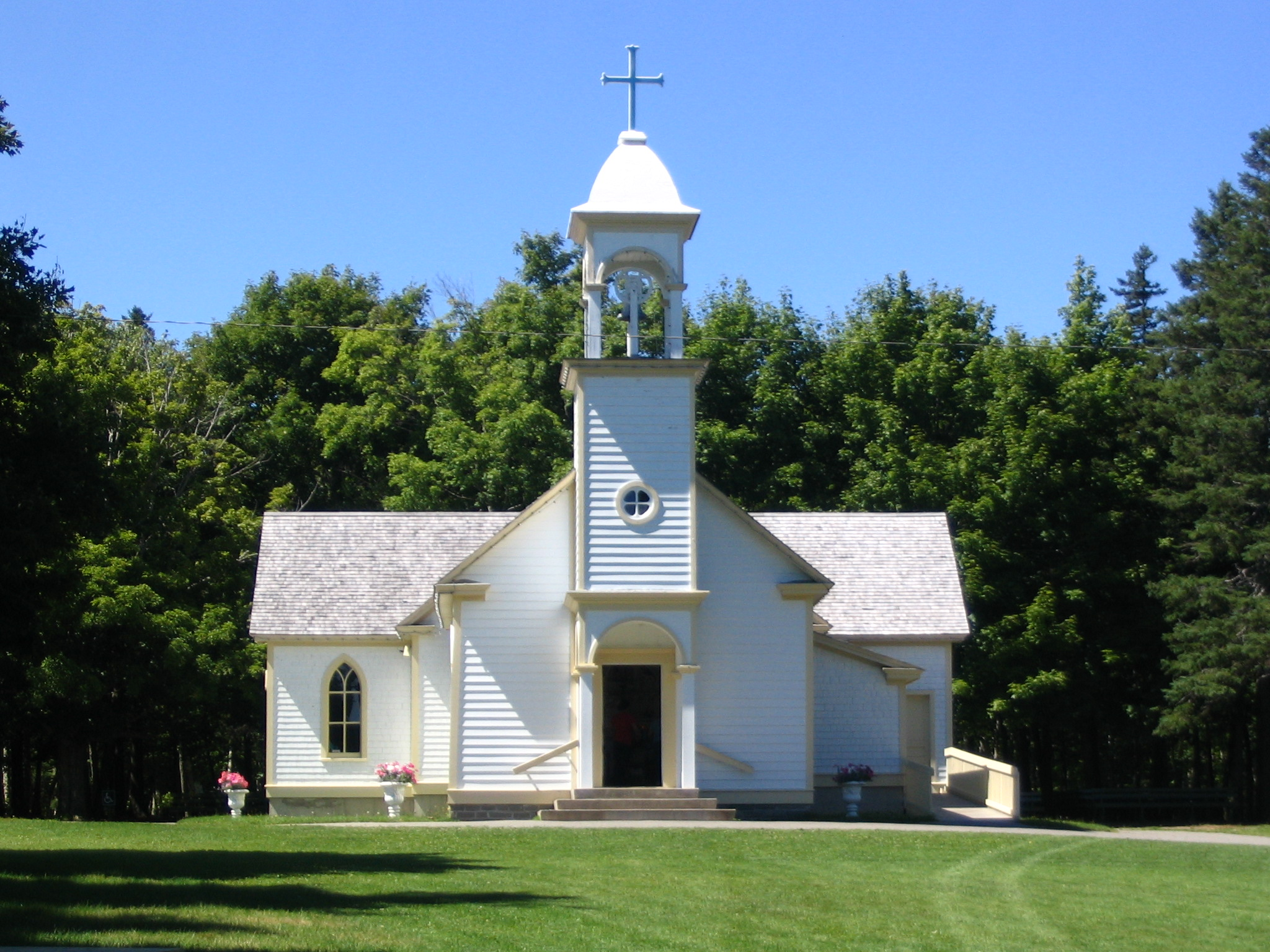
Façade de la chapelle.
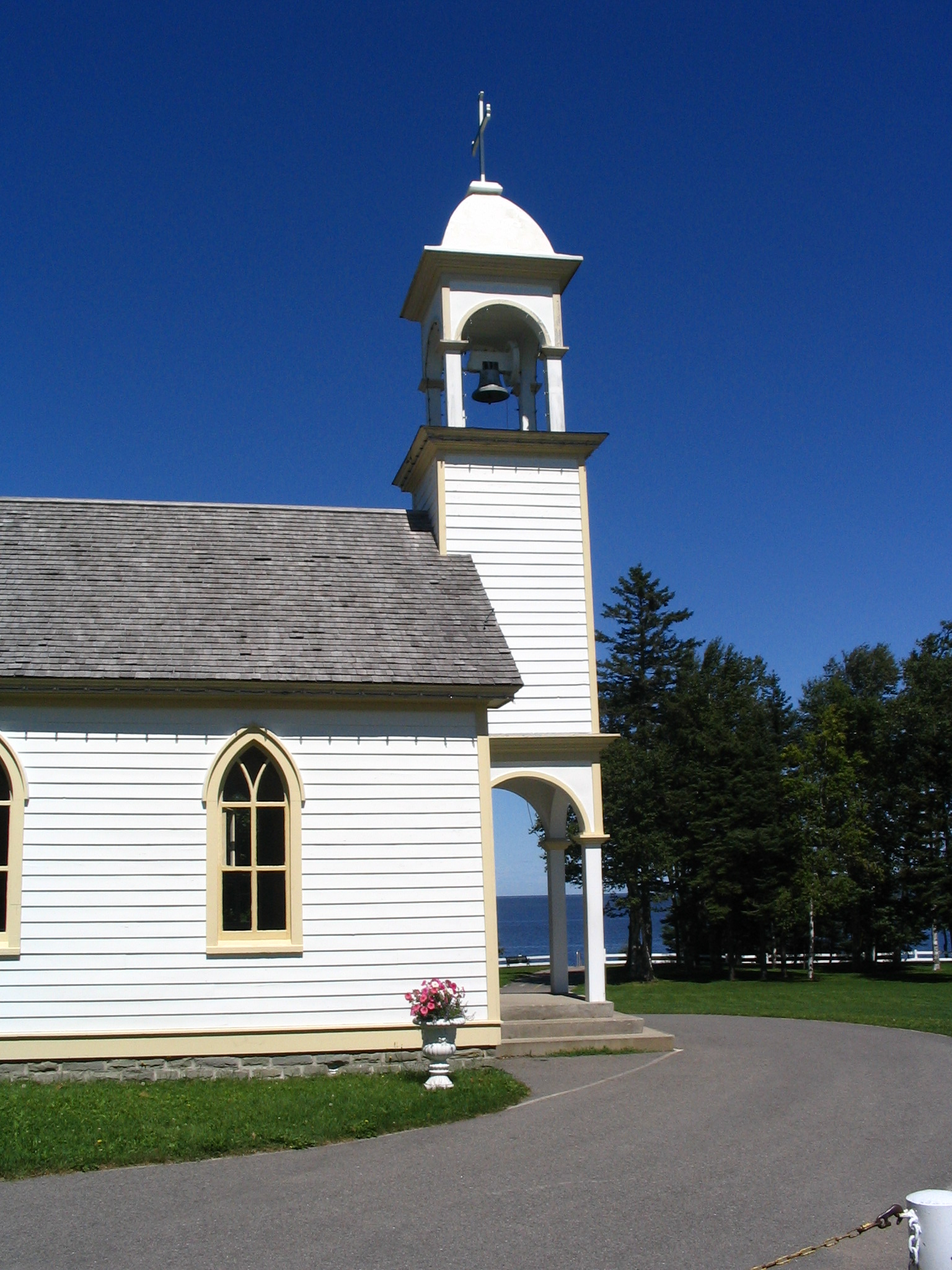
Détail du clocher et des fenêtres.
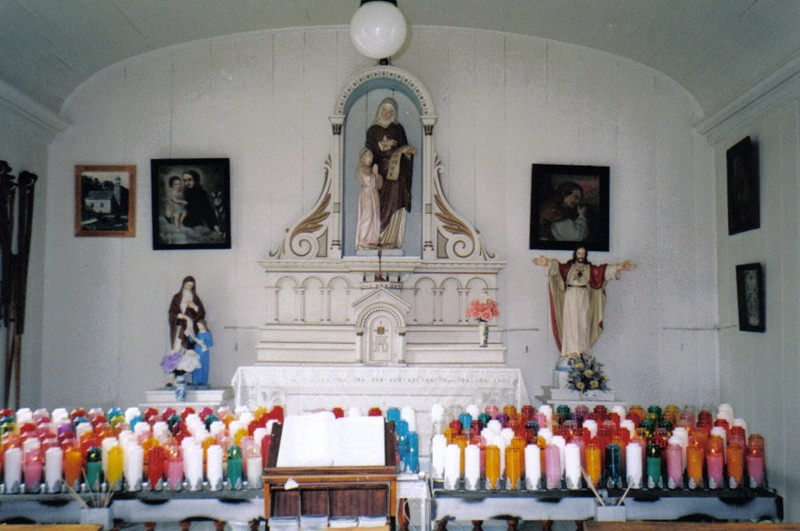
L'autel de la chapelle fermée.
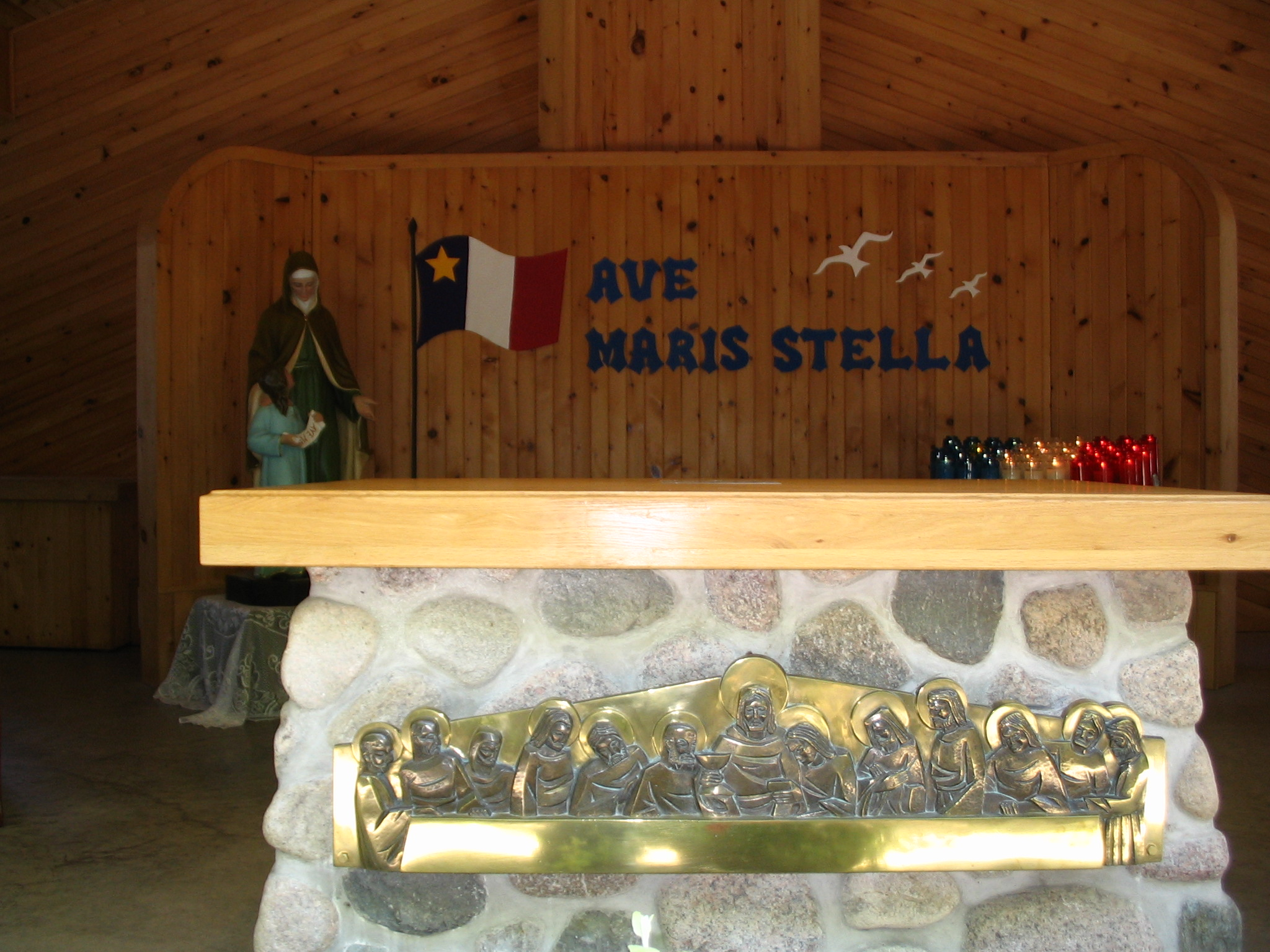
Autel de la chapelle ouverte.

### Cimetière
Au-delà de 260 personnes seraient enterrées au cimetière, mais seulement quelques pierres tombales existent toujours. Plusieurs d'entre elles correspondent aux fondateurs de la ville, tels qu'Alexis Landry, Louis Lanteigne, etc. Ce cimetière est d'autant plus important qu'il est l'un des rares lieux de sépultures de survivants de la Déportation des Acadiens dont on connaît l'emplacement.
Un monument surplombant la tombe d'Alexis Landry le représente ondoyant son petit-fils Joseph-Marie en 1794. Sur le piédestal se trouvent trois panneaux : celui à gauche représente la Déportation des Acadiens, celui au milieu la pêche miraculeuse et celui à droite l'arrivée des fondateurs de Caraquet. Quelques stèles ont été érigées pour honorer la mémoire des autres fondateurs.

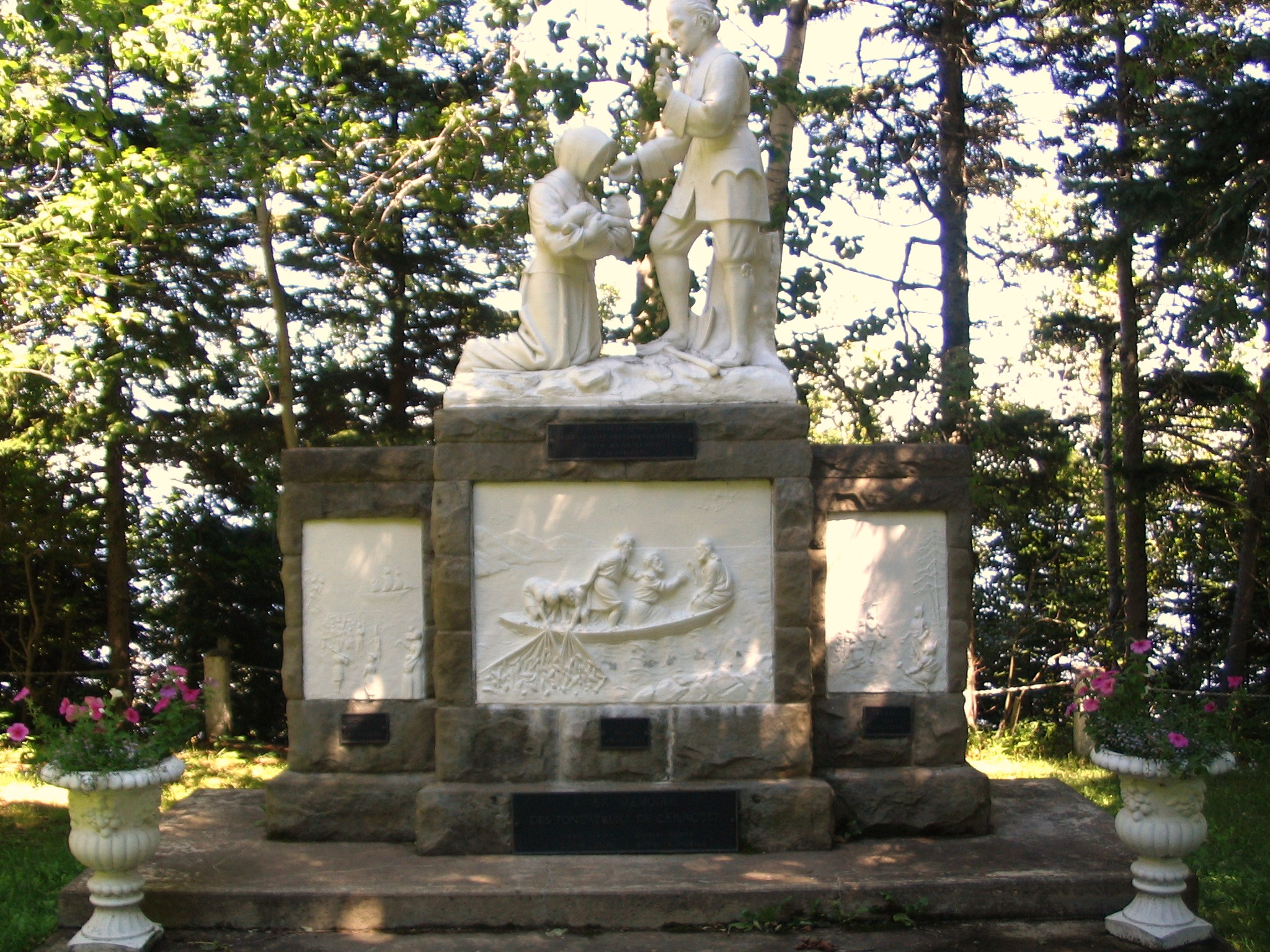
Monument à la mémoire d'Alexis Landry.
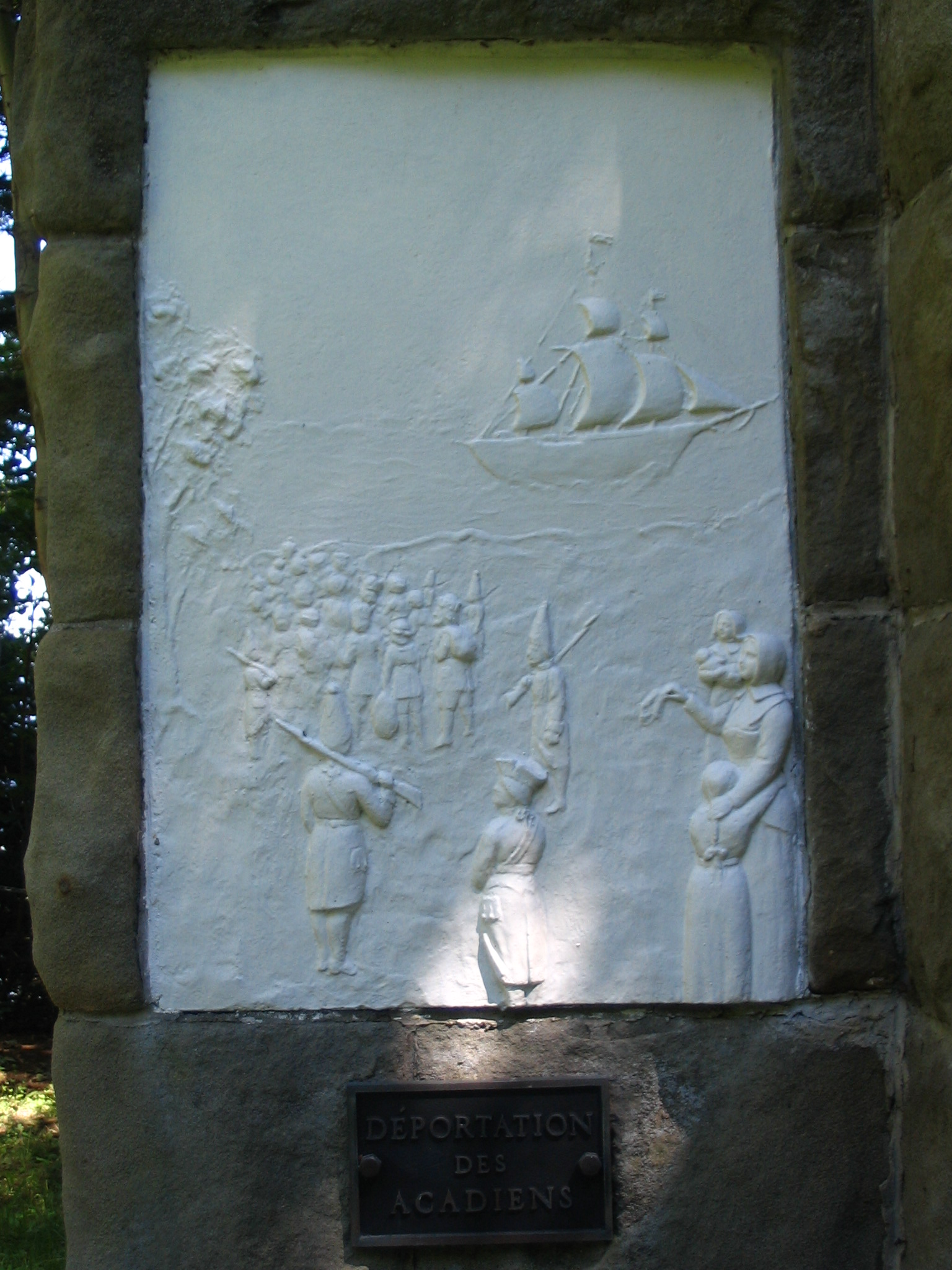
Détails du monument.
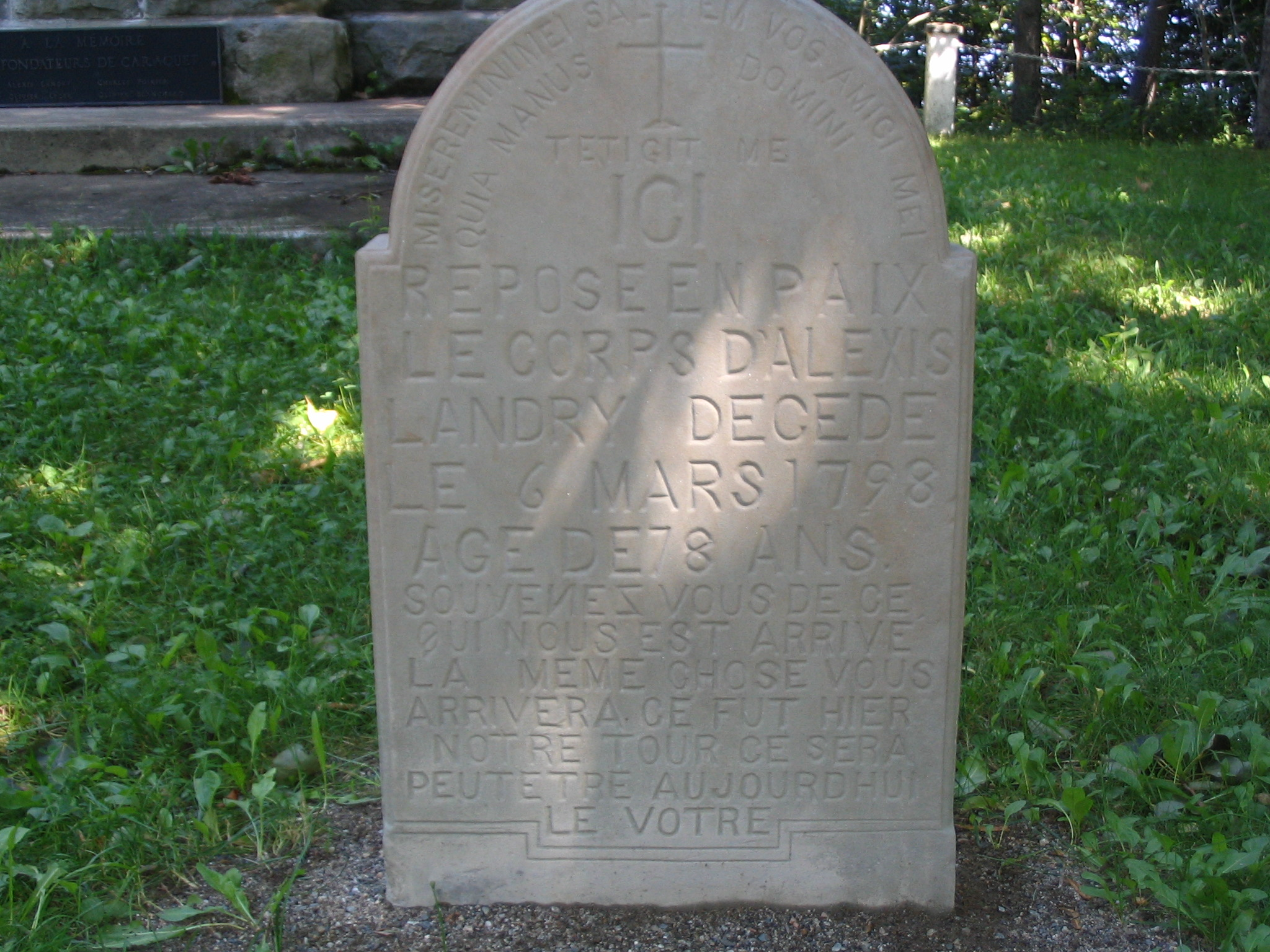
Tombe d'Alexis Landry.
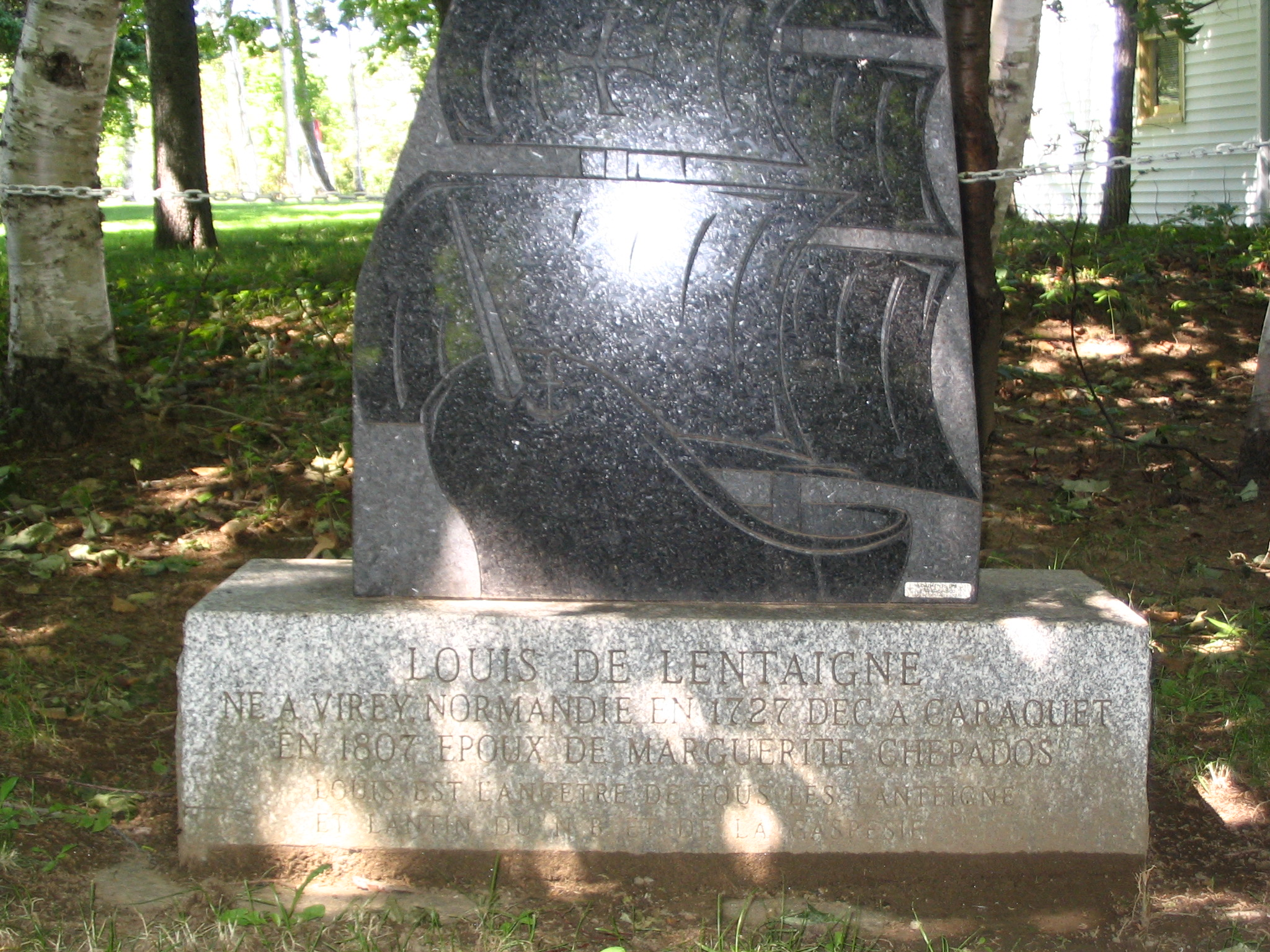
Tombe de Louis de Lanteigne.

### Autres installations
Au sud de la chapelle se trouve un monument de L'odyssée acadienne. Cette série de monuments fut installés par la Société nationale de l'Acadie dans différents sites du monde liés au Grand Dérangement. Ces monuments sont installés sur une base ayant la forme d'une étoile. Sur les quatre côtés se trouvent deux inscriptions, affichées en anglais et en français. L'une résume cette période de l'histoire acadienne et l'autre résume les événements particuliers au lieu où est installé le monument. Une carte, reprenant une partie de l'affiche Acadie: L'odyssée d'un peuple, figure au sommet de la base. Le monument est terminé par une réplique de la Croix de la Déportation de Grand-Pré. Des ruines se trouvent près du stationnement, sur lesquelles une plaque commémorative fut installée:
Au nord de la chapelle, un chemin d'une cinquantaine de mètres permet d'accéder à un escalier menant vers une terrasse au bord de la baie de Caraquet. À cet endroit se trouve une fontaine, surmontée par une grotte en pierre où est située une statue représentant encore une fois Sainte Anne et la Vierge Marie. L'eau de cette source est considérée comme miraculeuse par certains, et nombreux sont ceux qui viennent en boire ou même l'embouteiller. Dans la baie près de la terrasse se trouve un chapelet géant constitué de bouées. Au sud de la chapelle se trouve aussi un puits et une pompe à eau manuelle.

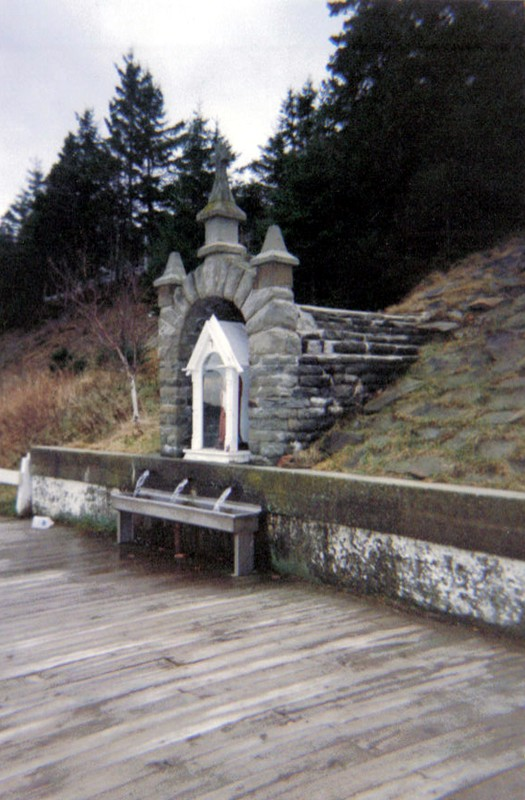
La fontaine.
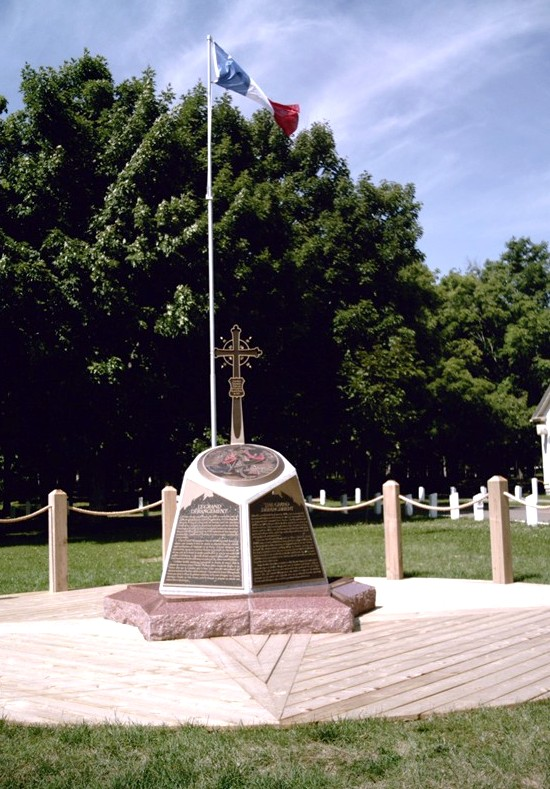
Monument à la Déportation des Acadiens.
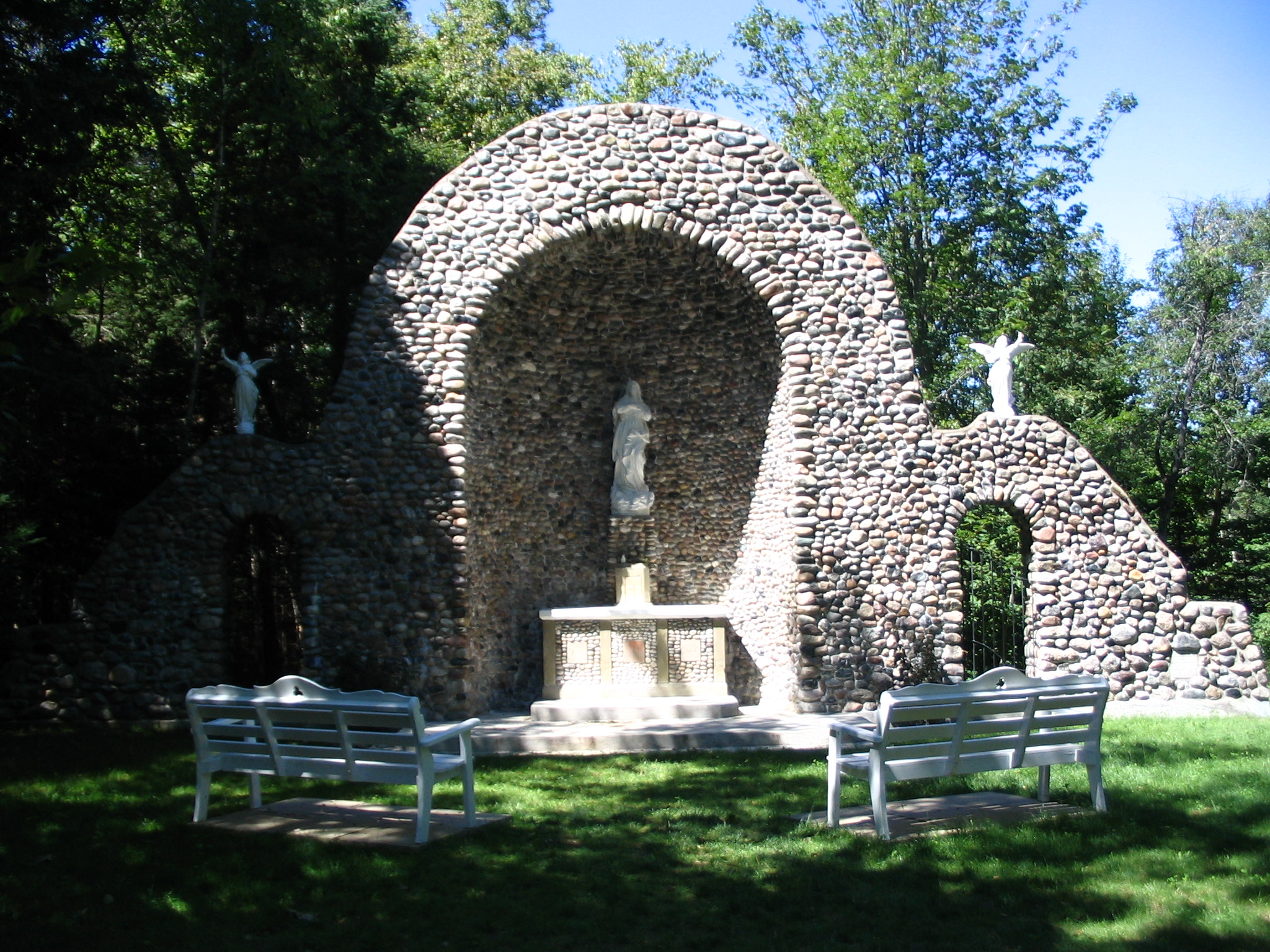
Monument à Notre-Dame de l'Assomption.
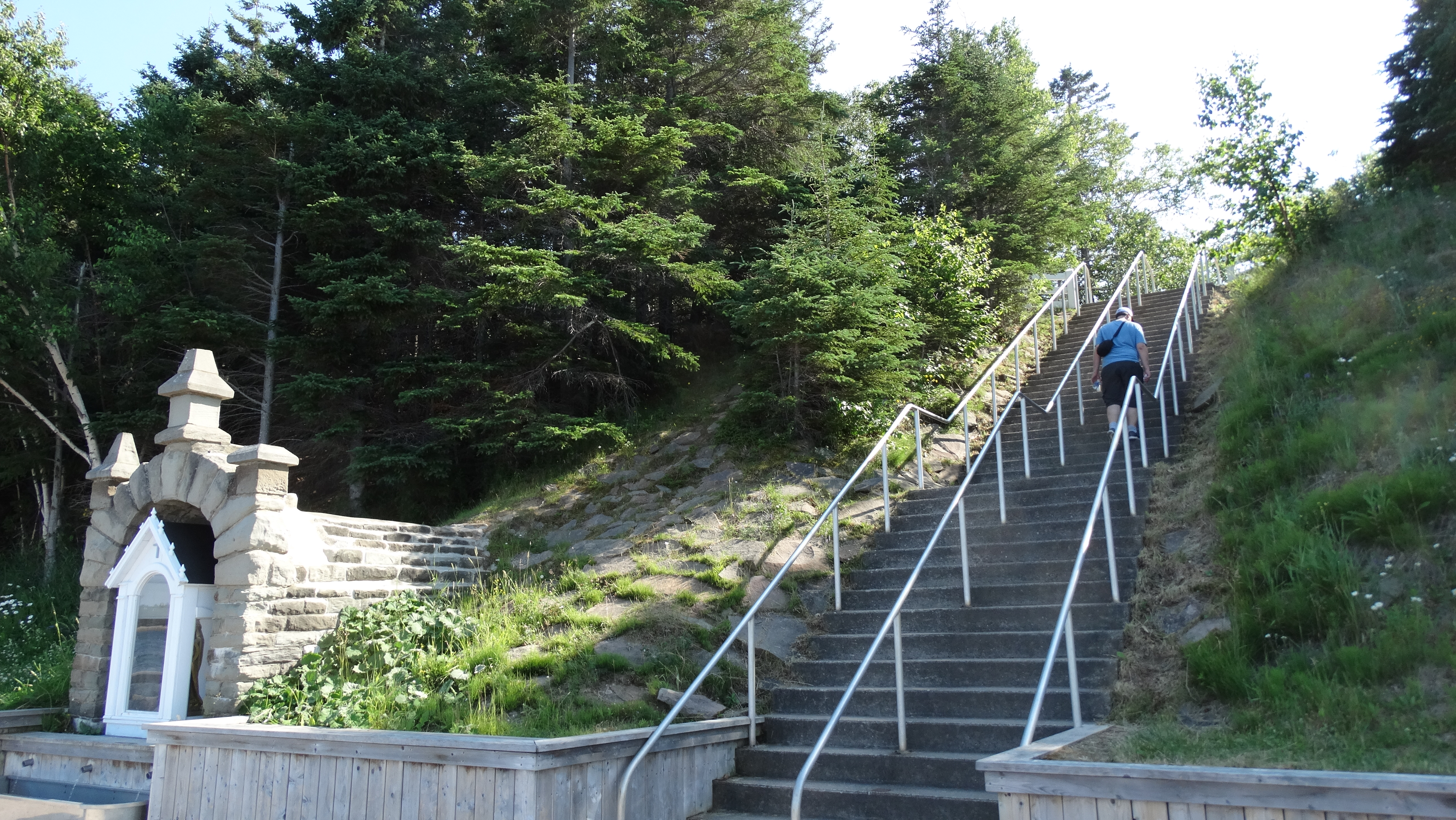
Escalier proche de la fontaine d'eaux.
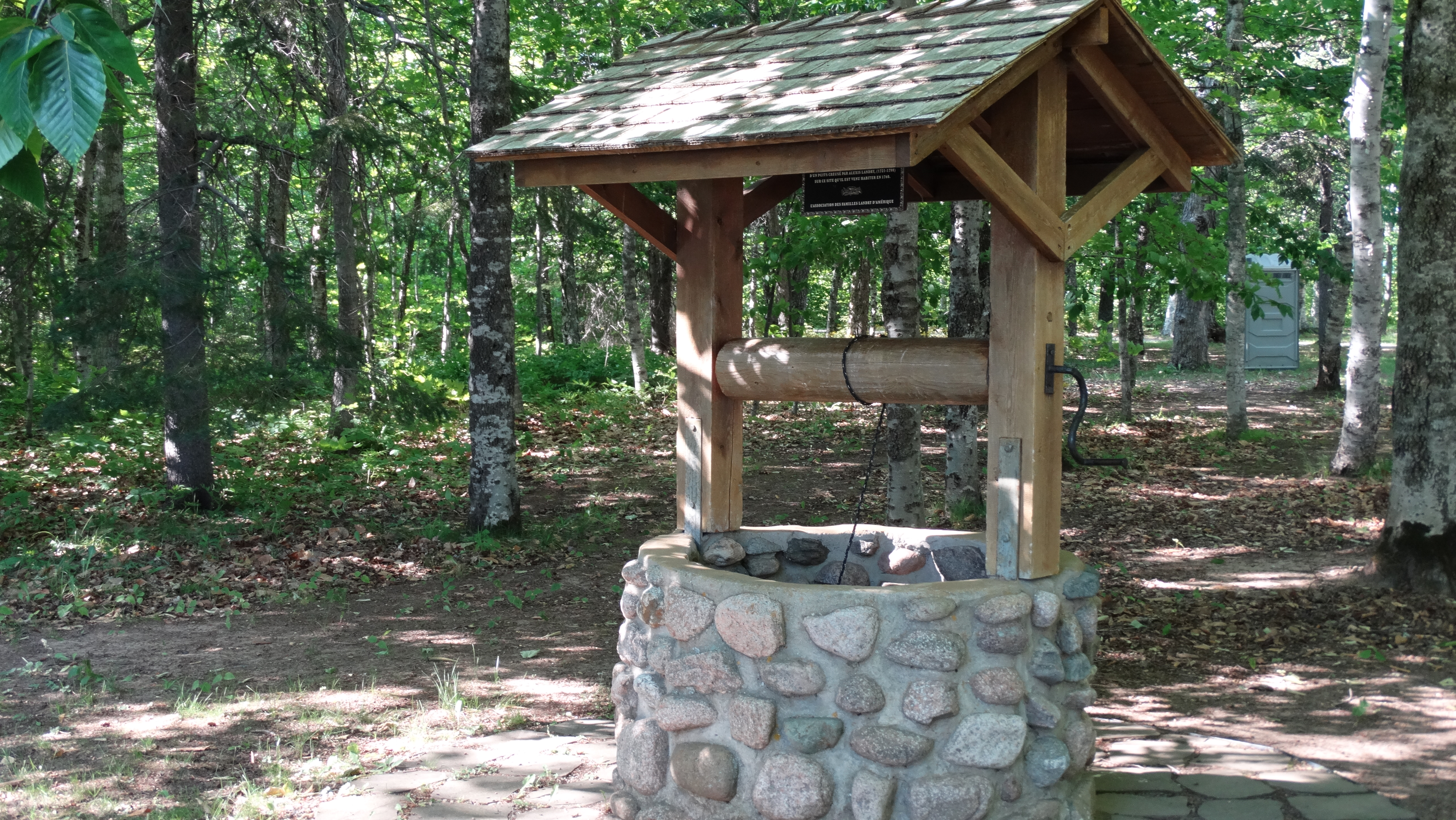
Un puits
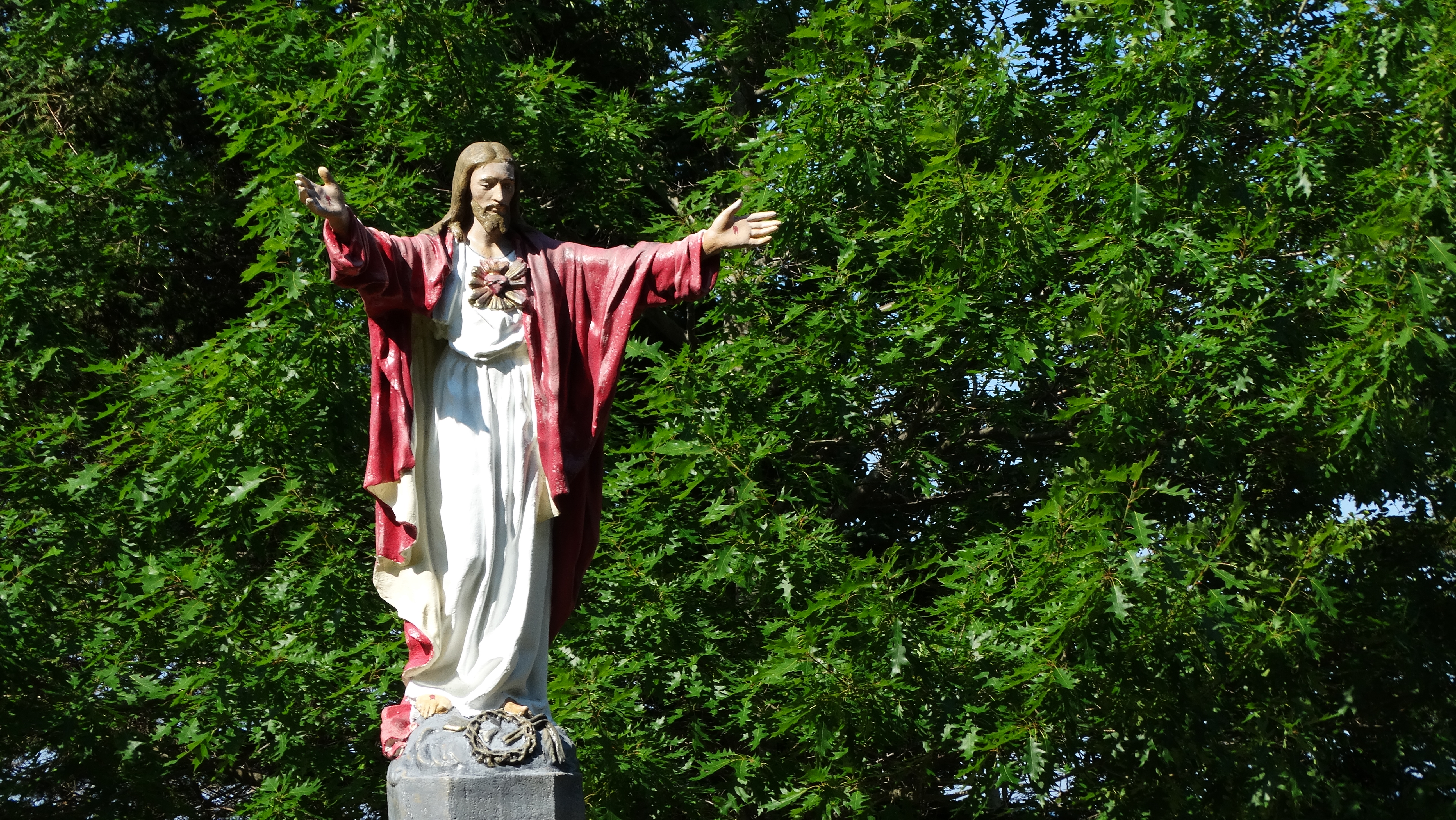
Une statue de Jésus de Nazareth à la Sainte-Anne-du-Bocage.

## Fêtes
Le parc est un lieu utilisé pour différentes festivités durant l'été. Le tout commence le 15 juin par la prière quotidienne des Laudes dans la chapelle historique. La neuvaine de la Sainte-Anne débute le 17 juillet. Dans la nuit 25 au 26 juillet a lieu un pèlerinage de l'église Saint-Michel Archange d'Inkerman jusqu'à Sainte-Anne-du-Bocage, soit une distance de plus de 25 kilomètres. Plusieurs milliers de personnes assistent à la fête de la Sainte-Anne, localement appelée la « Bonne Sainte-Anne », qui a lieu le 26 juillet et qui clôt la neuvaine. Plusieurs malades ou handicapés assistent à cette messe dans l'espoir d'obtenir guérison. Le sanctuaire est également le site d'une messe le 15 août de chaque année, jour de la fête nationale de l'Acadie et de Notre-Dame-de-l'Assomption, la sainte patronne de l'Acadie.

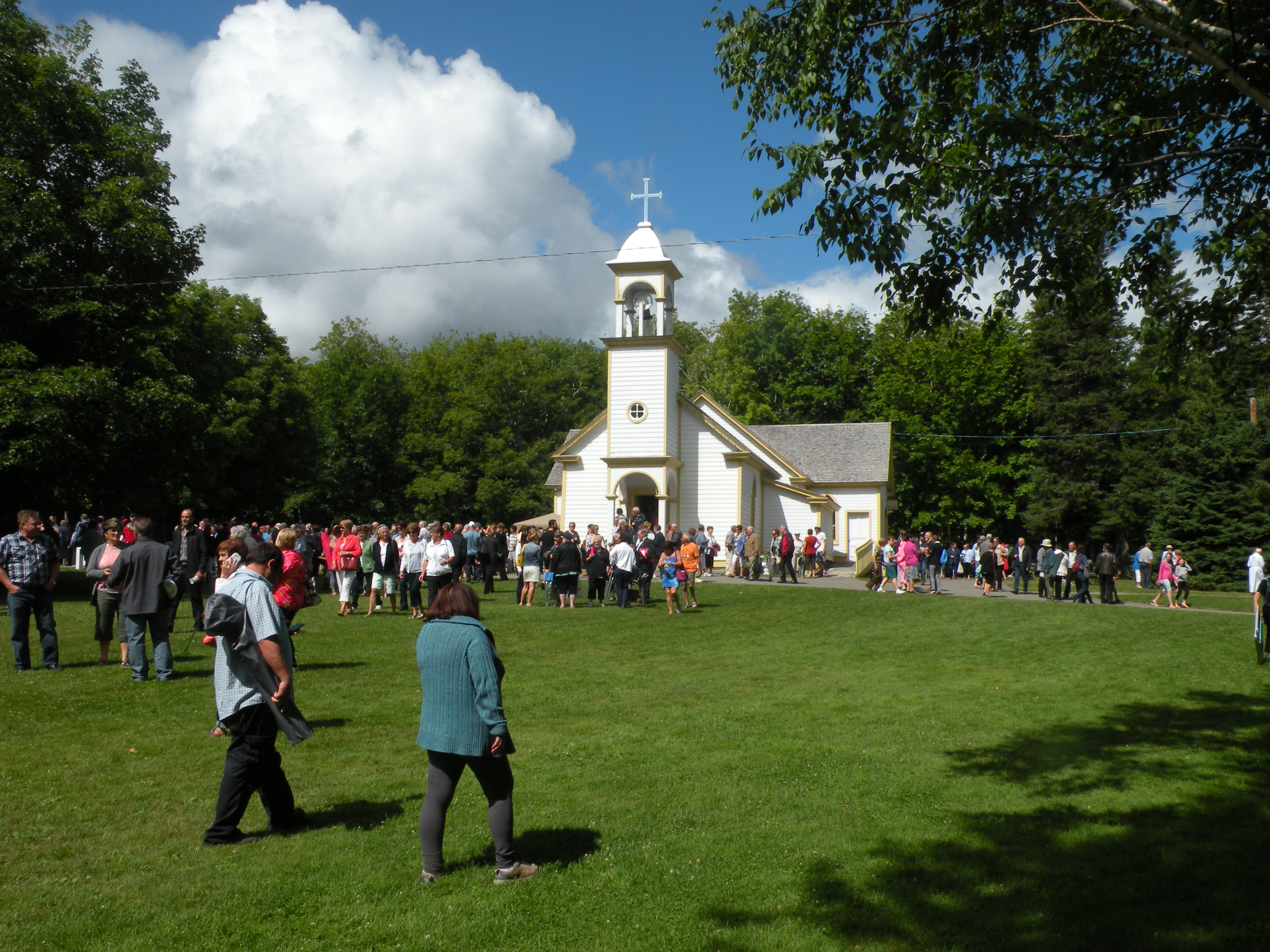
La foule à la « Bonne Sainte-Anne ».
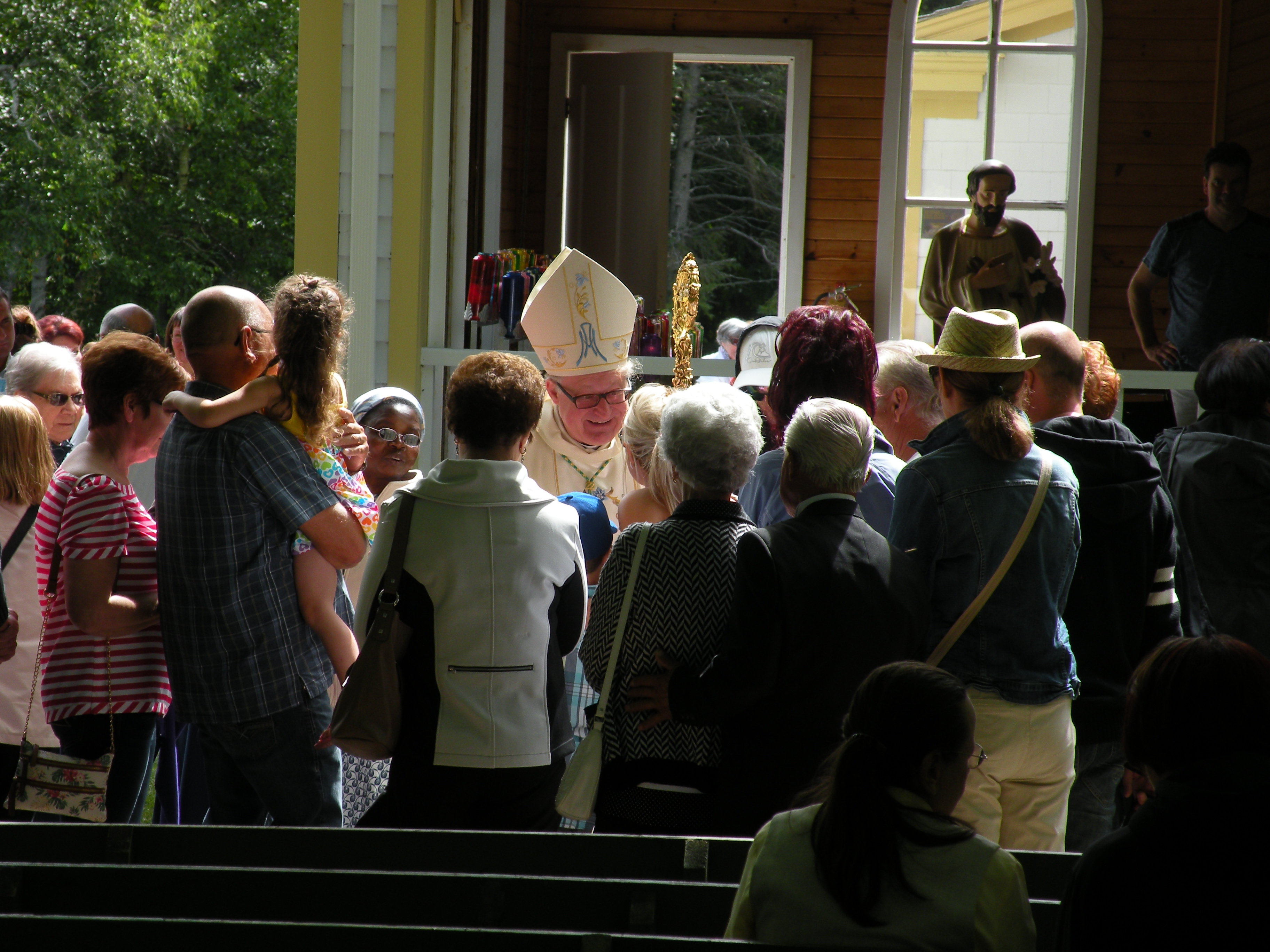
Un prêtre s'adressant aux gens après la messe.

## Autres
Sainte-Anne-du-Bocage est aussi le nom du quartier dans lequel se trouve le sanctuaire. C'est le quartier qui serait nommé selon la chapelle. Une danse traditionnelle porte le nom de quadrille de Sainte-Anne-du-Bocage.